# William Upham
William Upham, född 5 augusti 1792 i Leicester, Massachusetts, död 14 januari 1853 i Washington, D.C., var en amerikansk politiker (whig). Han representerade delstaten Vermont i USA:s senat från 1843 fram till sin död.
Upham studerade juridik och inledde 1811 sin karriär som advokat i Montpelier, Vermont. Han gifte sig 1814 med Sarah Keyes och paret fick fyra barn. Upham var 1829 åklagare i Washington County.
Upham efterträdde 1843 Samuel C. Crafts som senator för Vermont. Han omvaldes 1849. Upham ville avskaffa slaveriet som han betraktade som brott mot mänskligheten. Han avled 1853 i ämbetet och efterträddes av Samuel S. Phelps.